# Сен-Лоран (Арденны)
Сен-Лора́н (фр. Saint-Laurent) — коммуна во Франции, находится в регионе Шампань — Арденны. Департамент коммуны — Арденны. Входит в состав кантона Виллер-Семёз. Округ коммуны — Шарлевиль-Мезьер.
Код INSEE коммуны — 08385.
Коммуна расположена приблизительно в 210 км к северо-востоку от Парижа, в 95 км севернее Шалон-ан-Шампани, в 5 км к востоку от Шарлевиль-Мезьера.

## Население
Население коммуны на 2008 год составляло 1201 человек.
| 1962 | 1968 | 1975 | 1982 | 1990 | 1999 | 2008 |
| ---- | ---- | ---- | ---- | ---- | ---- | ---- |
| 580  | 612  | 727  | 805  | 902  | 910  | 1201 |

## Администрация
| Период | Период | Фамилия        | Партия | Должность |
| ------ | ------ | -------------- | ------ | --------- |
| 2001   | 2008   | Даниель Мишель |        |           |
| 2008   |        | Лоран Форже    |        |           |

## Экономика
В 2007 году среди 831 человека в трудоспособном возрасте (15—64 лет) 540 были экономически активными, 291 — неактивными (показатель активности — 65,0 %, в 1999 году было 69,9 %). Из 540 активных работали 489 человек (259 мужчин и 230 женщин), безработных было 51 (27 мужчин и 24 женщины). Среди 291 неактивных 180 человек были учениками или студентами, 75 — пенсионерами, 36 были неактивными по другим причинам.